# 1910

## Події
- 20 березня — у Мілані (Італія) відкрито першу клініку для лікування професійних захворювань[1].
- 23 березня — повстання племен рифів в іспанському Марокко остаточно придушене через 8 місяців. Під час конфлікту було вбито близько 8000 берберів і 2000 іспанських солдатів.
- 5 червня — В Києві відбувся перший політ на вітчизняному літаку конструкції професора політехнічного інституту Кудашева, котрий сам же й виконував роль пілота.
- 22 серпня — Договір про приєднання Кореї до Японії. Корейське генерал-губернаторство.
- 20 листопада — Початок Мексиканської революції. Франсиско Мадеро оголошує План Сан-Луїс-Потосі, де проголошує себе президентом Мексики та закликає до озброєної боротьби проти диктатора Порфіріо Діаса.
- Заснована компанія Hitachi.
- В Києві розпочато будівництво першого українського хмарочоса — «Хмарочоса Гінзбурга».
- 20 січня — циркуляр міністра внутрішніх справ Російської імперії П. Столипіна про заборону реєстрації «чужорідних» товариств та видавництв

### Аварії й катастрофи
- 10 січня — Англійський вантажний пароплав Лудіана (Loodiana) вийшов з Порт-Луї (Маврикій) в Коломбо і пропав безвісти. На борту було 166 чоловік.
- 9 лютого — Французький пасажирський пароплав Генерал Чанзи (General Chanzy) розбився на скелях біля острова Менорка. Загинуло 159 чоловік.

## Народились
Дивись також Категорія:Народились 1910
- 8 січня — Галина Уланова, російська балерина
- 23 січня — Жан Батист Рейнхардт, бельгійський джазовий гітарист
- 13 лютого — Вільям Бредфорд Шоклі, американський фізик
- 27 лютого — Джоан Беннетт, американська кіноакторка (пом. 1990).
- 16 березня — Аладар Геревич, спортсмен-фехтувальник
- 23 березня — Куросава Акіра, японський сценарист, кінорежисер
- 12 травня — Джульєтта Сіміонато, італійська оперна співачка
- 16 травня — Берггольц Ольга Федорівна, російська письменниця
- 24 травня — Семіха Берксой, турецька оперна співачка і акторка театру й кіно.
- 3 червня — Полетт Годдар, американська кіноакторка, номінантка на премію «Оскар» 1944 року (пом. 1990).
- 4 червня — Крістофер Кокерелл, англійський інженер, винахідника судна на повітряній подушці
- 11 червня — Карміно Коппола, американський композитор, диригент
- 11 червня — Жак-Ів Кусто, французький океанограф, винахідник акваланга, письменник
- 21 червня — Твардовський Олександр Трифонович, російський поет
- 22 червня — Джон Гант, британський альпініст, керівник першої успішної експедиції на найвищу вершину світу Еверест 1953 року.
- 4 липня — Чемпіон Джек Дюпрі (справжнє ім'я Вільям Томас Дюпрі), американський блюзовий музикант (пом. 1992).
- 12 липня — Чарльз Роллс, англійський автомобіліст, льотчик, співзасновник компанії Rolls-Royce Limited.
- 13 липня — Петро Непорожній, український радянський енергетик і вчений, міністр енергетики СРСР з 1962 по 1985, організатор радянської енергетики
- 14 липня — Вільям Ганна, американський мультиплікатор
- 3 серпня — Дворжецький Вацлав Янович, актор
- 14 серпня — Віллі Роні, французький фотограф
- 27 серпня — Мати Тереза, черниця-албанка, родом з Македонії, засновниця Ордену милосердя
- 8 вересня — Жан-Луї Барро, французький актор і режисер
- 10 жовтня — Юліус Шульман, американський архітектурний фотограф
- 19 жовтня — Субрахманьян Чандрасекар, американський астрофізик індійського походження

## Померли
Дивись також Категорія:Померли 1910
- 26 квітня — Б'єрнстьєрне Б'єрнсон, норвезький письменник, лауреат Нобелівської премії в галузі літератури
- 5 червня — О. Генрі, американський письменник
- 7 липня — Антон Попель, польський скульптор, один із провідних львівських скульпторів кінця XIX — початку XX ст.
- 10 липня — Йоганн Готфрид Галле, німецький астроном, який за розрахунками Урбана Левер'є відкрив планету Нептун

## Нобелівська премія
- з фізики: Ян Дидерик ван дер Ваальс — за дослідження рівняння стану реальних газів та рідин
- з хімії: Отто Валлах, «На знак визнань його досягнень в області розвитку органічної хімії і хімічної промисловості, а також за те, що він першим здійснив роботу в області аліциклічних сполук»
- з медицини та фізіології: Альбрехт Коссель, «На знак визнання внеску у вивчення хімії клітини, внесеного дослідженням білків, зокрема нуклеїнових речовин»
- з літератури: Пауль Гейзе
- премія миру: Міжнародне бюро миру